# Route nationale 535
Die N535 war von 1933 bis 1973 eine französische Nationalstraße, die zwischen Brives-Charensac und der N104 westlich von Privas verlief. Ihre Länge betrug 82,5 Kilometer. Auf ihrem Laufweg unterquert sie ein Viadukt der nie fertiggestellten Transcévenole.